# Fenyősremete
Fenyősremete, másként Bredesty (románul Brădești) falu Romániában, Erdélyben, Fehér megyében.

## Fekvése
A Torockói-hegységben, Remete közelében fekvő település. Gyulafehérvártól 29 km-re északra, Kolozsvártól 50 km-re délre található.

## Története
Korábban Remete része volt. 1956 körül vált külön. 1966-ban 97, 1977-ben 92, 1992-ben 61 román lakosa volt.